# Grande icosicosidodecaedro
In geometria, il grande icosicosidodecaedro è un poliedro stellato uniforme avente 52 facce - 20 triangolari, 12 pentagonali e 20 esagonali - 120 spigoli e 60 vertici.

## Costruzioni di Wythoff
Utilizzando la costruzione di Wythoff, il grande icosicosidodecaedro si può ottenere utilizzando tre famiglie di triangoli di Schwarz: 3/2 5 | 3 e 3 5/4 | 3, ottenendo sempre lo stesso risultato.

## Coordinate cartesiane
Le coordinate cartesiane per i vertici del grande icosicosidodecaedro sono date da tutte le permutazioni pari di:
{\displaystyle \left(\,0,\,\pm (\varphi -1),\,\pm (\varphi +2)\,\right)}
{\displaystyle \left(\,\pm (\varphi -1),\,\pm \varphi ,\,\pm 2\varphi \,\right)}
{\displaystyle \left(\,\pm {\varphi },\,\pm 2,\,\pm (\varphi +1)\,\right)}
dove {\displaystyle \varphi ={\tfrac {1+{\sqrt {5}}}{2}}} è la sezione aurea.

## Poliedri correlati
Il grande icosicosidodecaedro, spesso indicato con il simbolo U48, ha la stessa disposizione di vertici del dodecaedro troncato, una cui versione non regolare è il suo inviluppo convesso, e condivide la posizione degli spigoli con il grande dodecicosidodecaedro ditrigonale, con cui ha in comune la disposizione delle facce triangolari e pentagonali, e con il grande dodecicosaedro, con cui ha in comune la disposizione delle facce esagonali.
| Dodecaedro troncato | Grande icosicosidodecaedro | Grande dodecicosidodecaedro ditrigonale | Grande dodecicosaedro |

### Grande esacontaedro icosacronico
Il grande esacontaedro icosacronico è un poliedro stellato isoedro, nonché il duale del grande icosicosidodecaedro, avente per facce 60 dardi, detti anche aquiloni non convessi.
Dato un grande icosicosidodecaedro di spigolo pari a 1, immaginando il grande esacontaedro icosacronico come composto da 60 facce intersecanti a forma di dardo, come riportato nella figura sottostante, di cui solo una parte visibile all'esterno del solido, le facce risultanti hanno una coppia di angoli uguali di ampiezza pari a {\displaystyle \arccos({\frac {3}{4}}+{\frac {1}{20}}{\sqrt {5}})\approx 30,480\,324\,565\,36^{\circ }} e due angoli di ampiezza {\displaystyle \arccos(-{\frac {1}{12}}+{\frac {19}{60}}{\sqrt {5}})\approx 51,335\,802\,942\,83^{\circ }} e {\displaystyle 360^{\circ }-\arccos(-{\frac {5}{12}}+{\frac {1}{60}}{\sqrt {5}})\approx 247,703\,547\,926\,46^{\circ }}, con il rapporto tra lati lunghi e lati corti pari a {\displaystyle {\frac {31+5{\sqrt {5}}}{22}}\approx 1,917\,288\,176\,70}.